# 豊後塚
豊後塚（ぶんごづか）は、長門国の長府（現在の山口県下関市長府）にあったとされる首塚である。

## 概要
1569年（永禄12年）10月の大内輝弘の乱で敗北した大内輝弘（大内義興の弟大内高弘の子）らの首塚とされる。その名は御国廻御行程記（蔵・山口県文書館）の地図に見られる。明治時代まで豊後塚松という名前で2本の巨大な松があったというが、場所は定かではない。

## 由来
防長経略により大内義長を滅ぼして大内氏旧領（周防国・長門国）を取得した毛利元就は、大内氏がかつて支配していた貿易都市博多の権益を狙って大友宗麟と対立、1569年（永禄12年）には博多に近い立花山城を巡って毛利軍は九州に進出していた（多々良浜の戦い）。
豊後国（現在の大分県）を拠点とする大友氏の元には大内氏の一族である大内太郎左衛門輝弘が客将として居たが、大友家臣吉岡長増の策により、毛利軍の後方を攪乱するため同年10月に大友水軍の手により周防国秋穂（現在の山口市）へと渡った。大内輝弘勢は、一時は山口市街を占領して旧大内家臣も続々と集まったが、高嶺城の攻略が難航、その間に吉川元春・福原貞俊の率いる毛利軍1万が迫った。戦力の差は明らかだったので輝弘は逃亡を図るが、大友水軍は既に撤退していた。一説には、水軍を率いる若林鎮興は、輝弘が山口での家臣に領地を与えたのを見て大内輝弘を見捨てたとも言われる（諸説有り）。
輝弘は船を探して富海（現在の防府市）まで進んだが追い詰められ、仕方なく茶臼山（防府市）に籠もり、交戦の末に自害した。輝弘らの首は、毛利元就が本陣としていた長府で首実検が行われ、その後260余の首級は長府の海岸に埋められた。